# Mageia
Mageia – organizacja non-profit oraz tworzona i rozwijana przez nią dystrybucja systemu operacyjnego GNU/Linux.

## Nazwa
Słowo mageia (z gr. μαγεία) oznacza magię.

## Początek
Grupa wywodząca się spośród byłych pracowników firmy Mandriva oraz ze społeczności zgromadzonej wokół rozwijanej przez tę firmę dystrybucji Mandriva Linux ogłosiła 18 września 2010 roku, rozwidlenie istniejącego projektu otwartego oprogramowania, co zapoczątkowało istnienie nowej dystrybucji o nazwie Mageia.

## Cele
W fundacyjnym obwieszczeniu zostały ogłoszone następujące zadania:
- uczynić Linuksa oraz wolne oprogramowanie przystępnymi w użytkowaniu dla każdego;
- zapewnić zintegrowany system narzędzi konfiguracyjnych;
- utrzymać wysoki poziom integracji pomiędzy systemem bazowym, pulpitem (KDE/GNOME) oraz aplikacjami; szczególnie chcemy usprawnić integrację z aplikacjami dodatkowymi (darmowymi lub płatnymi);
- dotrzeć do nowych architektur i układów;
- polepszyć nasze zrozumienie komputerów i urządzeń elektronicznych użytkowników.

## Historia wydań
Każde nowe wydanie charakteryzuje się nowym wyglądem ekranów uruchamiania i logowania oraz najnowszymi wersjami środowisk graficznych.
| Wersja     | Data wydania        | Data końca wsparcia |
| ---------- | ------------------- | ------------------- |
| Mageia 1   | 1 czerwca 2011      | 1 grudnia 2012      |
| Mageia 2   | 22 maja 2012        | 22 listopada 2013   |
| Mageia 3   | 19 maja 2013        | 26 listopada 2014   |
| Mageia 4   | 1 lutego 2014       | 19 września 2015    |
| Mageia 4.1 | 20 czerwca 2014     | 19 września 2015    |
| Mageia 5.0 | 19 czerwca 2015     | 31 grudnia 2017     |
| Mageia 5.1 | 2 grudnia 2016      | 31 grudnia 2017     |
| Mageia 6.0 | 16 lipca 2017       | 30 września 2019    |
| Mageia 6.1 | 5 października 2018 | 30 września 2019    |
| Mageia 7.0 | 1 lipca 2019        | 26 maja 2021        |
| Mageia 7.1 | 16 lipca 2019       | 26 maja 2021        |
| Mageia 8.0 | 28 lutego 2021      | 31 sierpnia 2022    |
| Mageia 9.0 | 27 sierpnia 2023    | aktualna wersja     |